# Memistor

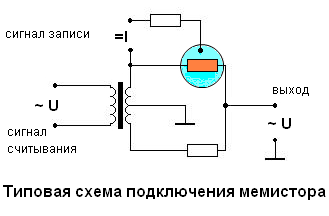
Sơ đồ nối memistor.
сигнал записи: tín hiệu ghi; сигнал считывания: tín hiệu đọc; выход: ngõ ra

Memistor là phần tử mạch điện nano được sử dụng trong công nghệ bộ nhớ điện toán song song. Về cơ bản một điện trở với bộ nhớ có thể thực hiện các phép toán logic và lưu trữ thông tin, đó là một triển khai ba cực của bộ nhớ. Đây là một công nghệ tương lai có thể thay thế bộ nhớ flash và DRAM.
Trong khi memristor được định nghĩa là phần tử mạch hai chân nối, đã có phần tử ba chân nối (ba cực) được gọi là bộ nhớ (memistor) được Bernard Widrow phát triển vào năm 1960. Các memistor đã hình thành các thành phần cơ bản của kiến trúc mạng thần kinh được gọi là ADALINE (tên gọi cho Adaptive Linear Neuron) do Widrow phát triển . Bộ nhớ cũng được sử dụng trong MADALINE.

## Bản chất
Memistor được mô tả trong các báo cáo kỹ thuật  như sau:
"Giống như transistor bộ nhớ là một phần tử 3 cực. Độ dẫn giữa hai trong số các cực được điều khiển bởi tích phân thời gian của dòng điện trong cực thứ ba, thay vì giá trị tức thời của nó như trong transistor. Các yếu tố tái tạo đã được tạo ra có thể thay đổi liên tục (hàng ngàn mức lưu trữ analog có thể) và thường có điện trở thay đổi từ 100 ohms đến 1 ohm, và bao phủ phạm vi này trong khoảng 10 giây với vài mA dòng làm tươi (plating current). Sự thích ứng được thực hiện bằng dòng DC trong khi cảm nhận cấu trúc logic neuron được thực hiện một cách không phá hủy bằng cách truyền dòng điện xoay chiều qua các mảng của các tế bào memistor.
Vì độ dẫn được mô tả được điều khiển bởi tích phân thời gian của dòng điện như trong lý thuyết memristor của Chua, nên memristor Widrow có thể được coi là một dạng của memristor có ba thay vì hai cực. Tuy nhiên, một trong những hạn chế chính của các bộ nhớ của Widrow là chúng được tạo ra từ một tế bào mạ điện chứ không phải là một phần tử mạch bán dẫn. Các linh kiện bán dẫn được yêu cầu để đạt được khả năng mở rộng của mạch tích hợp đang trở nên phổ biến cùng thời gian với việc phát minh ra bộ nhớ của Widrow.
Một bài báo trên ArXiv cho thấy rằng MOSFET cổng trôi (floating-gate MOSFET) cũng như các "transistor bộ nhớ" 3 cực khác có thể được mô hình hóa bằng cách sử dụng các phương trình hệ thống động theo cách tương tự như các hệ thống ghi nhớ của memristor .